# Cúrame
«Cúrame» es una canción del artista estadounidense Prince Royce en colaboración con el cantante Manuel Turizo. Se estrenó como el cuarto sencillo de su sexto álbum de estudio Alter Ego (2020) el 7 de junio de 2020.

## Antecedentes y lanzamiento
Se estrenó como sencillo el 7 de junio de 2019, para la promoción de su sexto álbum de estudio. Se convirtió después del «El clavo» y «Adicto», en la tercera canción anunciada para el álbum Alter Ego (2020). A través de sus redes sociales, ambos cantantes anunciaron el lanzamiento de la canción.

## Composición
«Cúrame» presenta la primera colaboración entre Prince Royce y Manuel Turizo, la canción pop urbana fue producida por Mambo Kingz y Dj Luian, y aborda el halago por una mujer, que ellos consideran que es la única que puede solucionar todos sus males.

## Video musical
El video musical se estrenó el 6 de junio de 2019. Se grabó en Medellín, Colombia bajo la dirección de JP Valencia.

## Posicionamiento en listas
| Listas (2019)                   | Mejor posición |
| ------------------------------- | -------------- |
| España (PROMUSICAE)             | 70             |
| Estados Unidos (Hot Latin Sogs) | 31             |

## Certificaciones
| País (organismo certificador) | Certificación | Unidades certificadas |
| ----------------------------- | ------------- | --------------------- |
| Estados Unidos (RIAA)         | 2× Platino    | 120 000               |
| México (AMPROFON)             | Platino       | 60 000                |